# César de Windt Lavandier
Almte. César Augusto de Windt Lavandier (San Pedro de Macorís, 1913 – ibídem, 2007) fue un marino y meteorólogo de la República Dominicana. La Academia Naval de la Armada Dominicana está nombrada en honor a De Windt.
Nacido en una familia de tradición marinera, De Windt era hijo del marino neerlandés Herman Hendrik de Windt y la dominicana de ascendencia francesa Ana Lavandier, conocida como “La Perla de Samaná” por su singular belleza. En 1926 ingresa al cuerpo de Boys Scouts. A los 16 años de edad comenzó a navegar; fue alumno de una escuela naval militar en México.
En su juventud se enlista en las fuerzas navales. En la Segunda Guerra Mundial, sobrevivió a un ataque realizado por el submarino U-125 de la Marina Nazi al buque mercante San Rafael, en las aguas del mar Caribe en 1942 (durante el conflicto la República Dominicana perdió cinco buques de guerra). De 1947 a 1954 fue jefe de Estado Mayor de la Marina de Guerra de la República Dominicana (actualmente denominada Armada Dominicana).
En 1950, casó con la señora Ana Mercedes Vidal García.
De 1963 a 1965, y de 1967-1972 fue director del servicio meteorológico de la República Dominicana.
Fallece el 24 de julio de 2007 a causa de un paro respiratorio, tras haber sufrido una caída que le provocó varios traumatismos en la cabeza.
Fue director del consorcio naviero Intergroup y presidente del Instituto Marítimo Dominicano, así también como profesor por más de cuarenta años de la Academia Naval de la Marina de Guerra y fue también profesor en la Academia Militar Batalla de las Carreras.
La Academia Naval de la Armada Dominicana lleva su nombre.